# Eugen Virmond

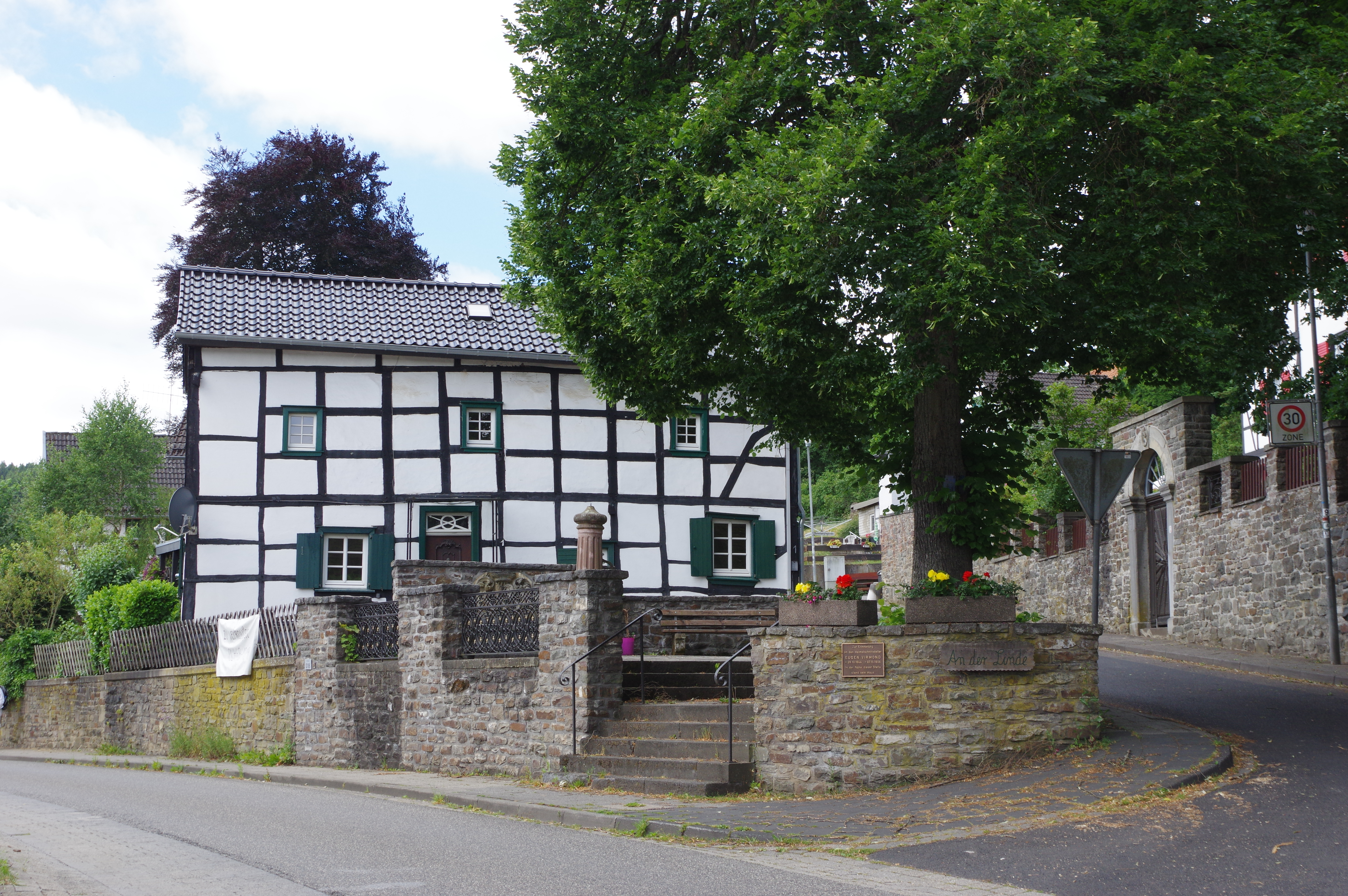
Hellenthal, An der Linde unterhalb des Staudterhofes (2017)

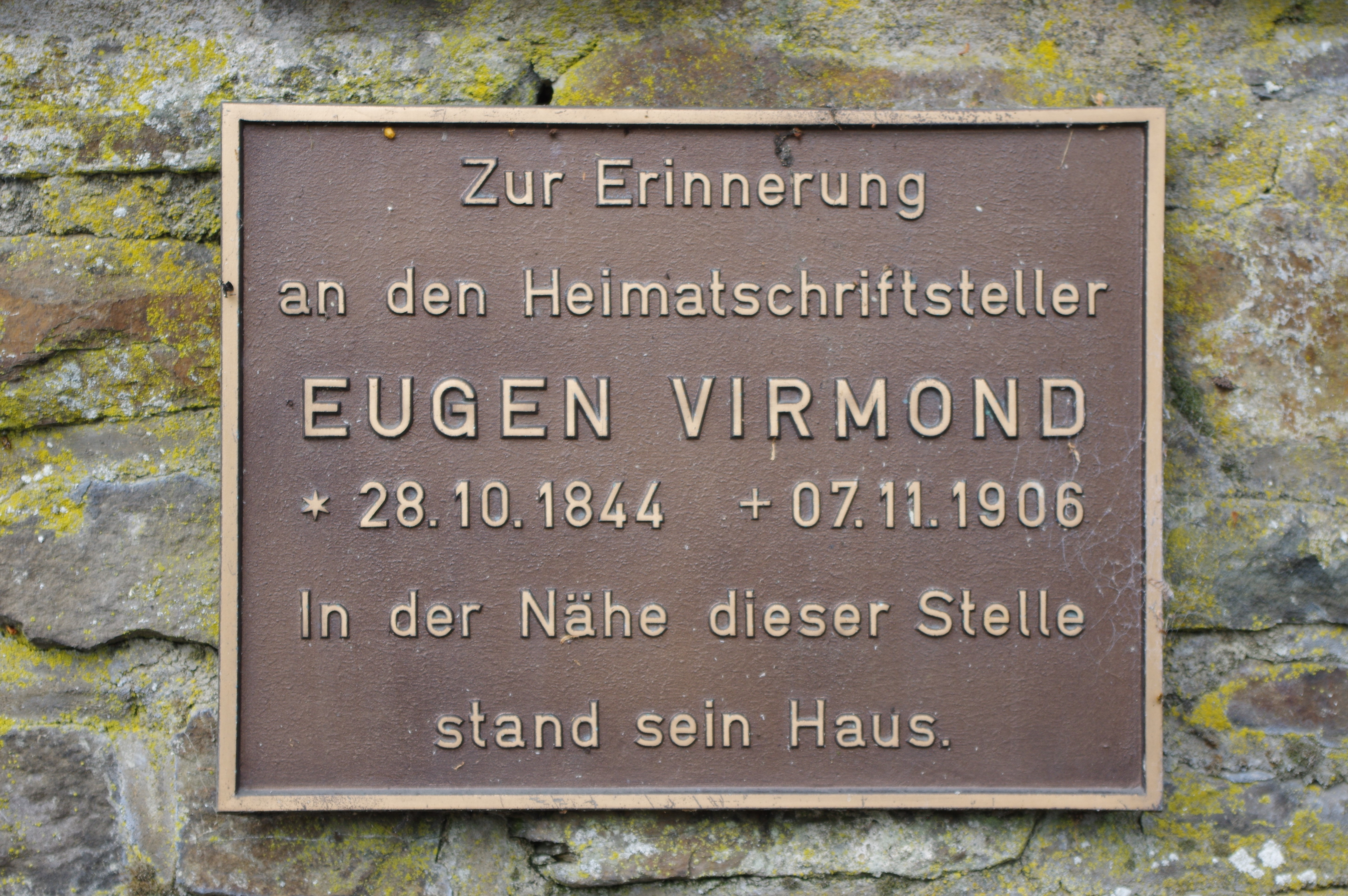
Gedenktafel

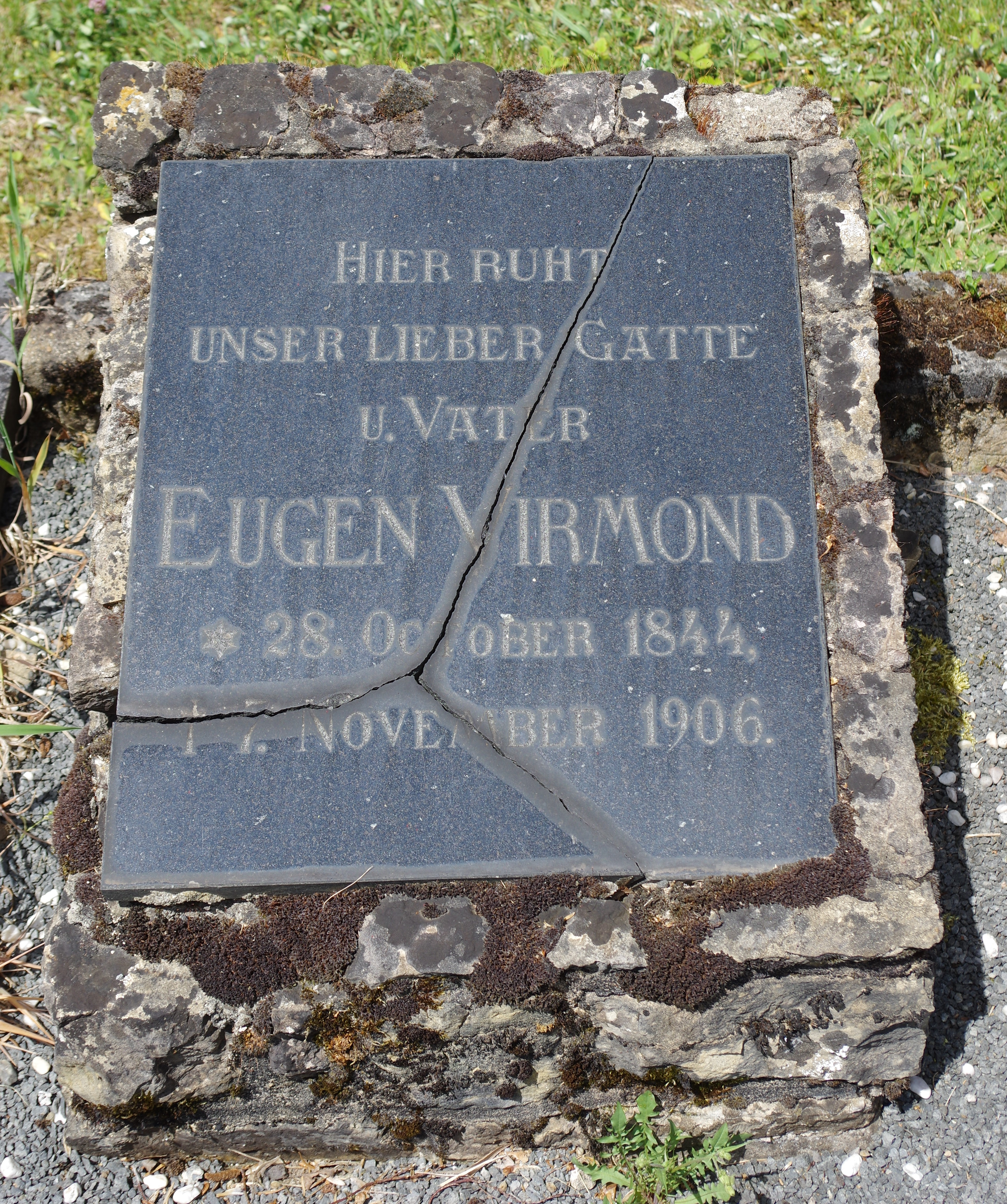
Grabplatte

Eugen Virmond (geboren am 28. Oktober 1844 in Blumenthal (Hellenthal); gestorben am 7. November 1906 in Hellenthal) war ein preußischer Lokalhistoriker, Schriftsteller und königlich preußischer Postverwalter. Er verfasste neben einer größeren Zahl weiterer Schriften und bisher unveröffentlichter Gedichte die erste umfängliche Darstellung zum Kreis Schleiden und zur Geschichte der Eisenindustrie in der Eifel.

## Leben
Eugen Virmond war der einzige Sohn von drei Kindern des früheren Reitmeisters und als Folge des Niedergangs der Eisenindustrie in der Region ab 1862 Postexpediteurs Gustav Virmond (geboren am 21. Oktober 1804 in Blumenthal; gestorben am 30. Mai 1878 in Kirschseiffen) aus dessen Ehe mit Louise Strunk (geboren am 4. Oktober 1815 in Blumenthal; gestorben am 2. März 1865 in Kirschseiffen). Während die Familie Virmond Hüttenwerke im Schleidener Tal leitete, war Louise die Tochter des damaligen Kreisphysikus Wilhelm Strunk.
Im selben Jahr, in dem der Vater zum Postexpediteur ernannt mit seiner Familie nach Kirschseiffen zog, trat Eugen im Februar 1862 ebenfalls in den Postdienst ein. 1875 folgte seine Ernennung zum Postverwalter, zunächst in Kirschseiffen und ab 1884 mit der Eröffnung der Eisenbahnlinie Kall-Hellenthal in Hellenthal. Zum 1. Januar 1894 trat er dieser Funktion in den Ruhestand. Virmond hatte mit Pauline Staudt, der Tochter eines Hellenthaler Kaufmannes, die er 1881 geheiratet hatte, zwei Kinder, den im dritten Lebensjahr an Scharlach gestorbenen Wilhelm Otto und den 1886 in Hellenthal geborenen Kurt. Insbesondere seine Ausarbeitung zum Kreis Schleiden von 1898 blieb über Jahrzehnte die einzige zuverlässige Quelle dieser Art, vor allem seine Darstellung der Geschichte der Eisenindustrie in der Eifel machte Virmond über die Region hinaus bekannt und wird weiterhin als originäre Quelle zitiert. Nach einem Artikel in der Kölnischen Zeitung vom 7. September 1899 verband sich in Virmonds Kreisgeschichte „ein gesundes Urteil mit gewandter sprachlicher Darstellung“. In Hellenthal wohnte Familie Virmond unweit der Schwiegereltern Staudt. Nahe dem Standort des nicht mehr existenten Wohnhauses wurde zu seinem 100. Todestag an der Gabelung Trierer Straße / An der Linde im Jahr 2006 eine Gedenktafel für Eugen Virmond angebracht (Lage).
Begraben liegt Virmond neben seiner 1923 gestorbenen Ehefrau auf dem aufgelassenen Hellenthaler Friedhof an der Trierer Straße, in der Gesamtanlage der Familiengrabstätte Staudt (Lage).

## Schriften
- Chronik des Schleidener Oberthales, 1891 (=Quellen zur Regionalgeschichte des Kreises Euskirchen, Band 1, Bearb. Christel Hamacher, Hrsg. Kreisarchiv Euskirchen, 1996)
- Geschichte der Eifeler Eisenindustrie von ihren ersten Anfängen bis zu ihrem Verfall, Braselmann, Schleiden (Eifel) 1896 digital
- Jugenderinnerungen, 1896 (= Kulturelle Schriftenreihe des Kreises Euskirchen, Band 10 und Quellen zur Regionalgeschichte des Kreises Euskirchen, Band 2, Bearb. Klaus Ring, Hrsg. Kreisarchiv Euskirchen, 2000)
- Geschichte des Kreises Schleiden, J.W. Braselmann, Schleiden (Eifel) 1898 digital
- Geschichte der Familie Virmond von ihrem ersten bekannten Auftreten in der Rheinpfalz und in der Eifel bis auf den heutigen Tag, Dietz, Düsseldorf 1902